# Nemzetközi Roma Nap
Az április 8-án tartott nemzetközi romanap (vagy elterjedt, de helytelen írásmóddal: Nemzetközi Roma Nap) a roma kultúra ünnepe, mely felhívja a figyelmet a romák társadalmi helyzetére is.

## Eredete
Az ünnepet hivatalosan 1990-ben, a lengyelországi Serockban, a Nemzetközi Roma Unió (IRU) 4. Roma Világkongresszusán alapították a roma képviselők első nagy nemzetközi találkozójának emlékére, mely 1971 április 7-e és április 12-e közt zajlott Chelsfieldben, az Egyesült Királyság fővárosa, London közelében.

## Nemzetközi figyelem
- A lengyel nemzetiségű II. János Pál pápa felhívta a figyelmet a romák tiszteletére.
- 2003-ban a dalai láma gyertyát gyújtott az ünnepen
- 2006-ban Maud de Boer-Buquicchio, az Európa Tanács főtitkárhelyettese hívta fel a figyelmet a romák szociális esélyegyenlőségének szükségére.[1]
- 2009-ben Hillary Rodham Clinton beszélt az USA hozzájárulásáról az európai romák emberi jogainak védelmében.[2]

## Magyarországon

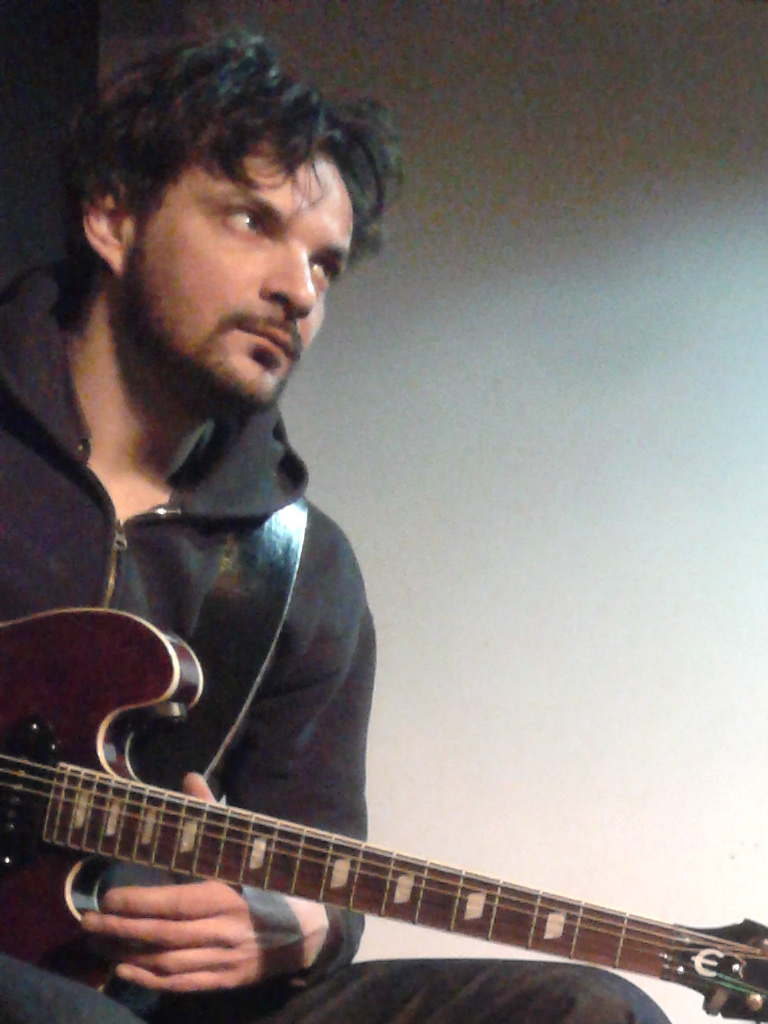
Bujdosó János megnyitja az irodalmi estet a G3 Center/Gödör Klubban

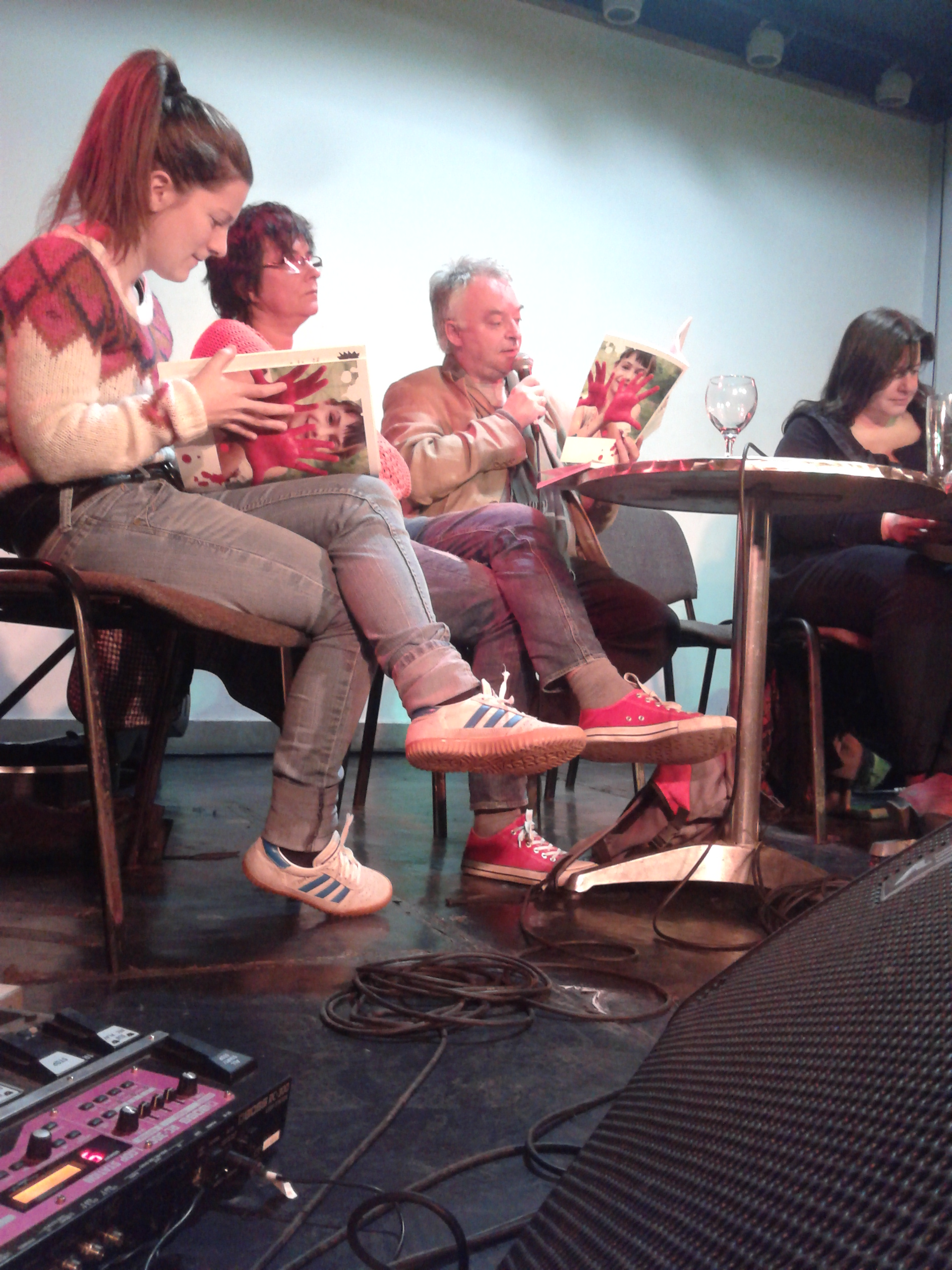
Az Ex Symposion Cigányút lapszámának bemutatója

Magyarországon 2012 után, többek között a Clinton-beszéd hatására fokozatosan mind nagyobb figyelem irányult a nemzetközi romanapra.
2015-ben Budapesten utcai plakátkampány is támogatta az ünnepnapot, melyen több rendezvény is volt. A BJC-ben adták át például a hétköznapi roma hősöknek adott Aranypánt-díjat, amin az USA nagykövete is jelen volt. Gitárzenés irodalmi esttel várta vendégeit a G3 Rendezvényközpont/Gödör Klub, a nap végén pedig többek között az Aurórában voltak koncertek.

## Fordítás
- Ez a szócikk részben vagy egészben  az   International Romani Day című angol Wikipédia-szócikk fordításán alapul.  Az eredeti cikk szerkesztőit annak laptörténete sorolja fel. Ez a jelzés csupán a megfogalmazás eredetét és a szerzői jogokat jelzi, nem szolgál a cikkben szereplő információk forrásmegjelöléseként.